# Crkva sv. Roka u Izimju
Crkva sv. Roka je crkva u naselju Izimje koje je u sastavu grada Jastrebarsko, zaštićeno kulturno dobro.

## Opis dobra
Crkva iz prve polovine 19. stoljeća je jednobrodna građevina pravokutnog tlocrta s užim zaobljenim svetištem i zvonikom na glavnom pročelju. Građena je u jednostavnim oblicima klasicističke arhitekture. Svođena je češkim kapama odijeljenim pojasnicama, a apsida polukupolom. Inventar crkve potječe iz 19. stoljeća.

## Zaštita
Pod oznakom Z-1889 zavedena je kao nepokretno kulturno dobro - pojedinačno, pravna statusa zaštićena kulturnog dobra, klasificirano kao "sakralna graditeljska baština".